# Heinrich Finkelstein

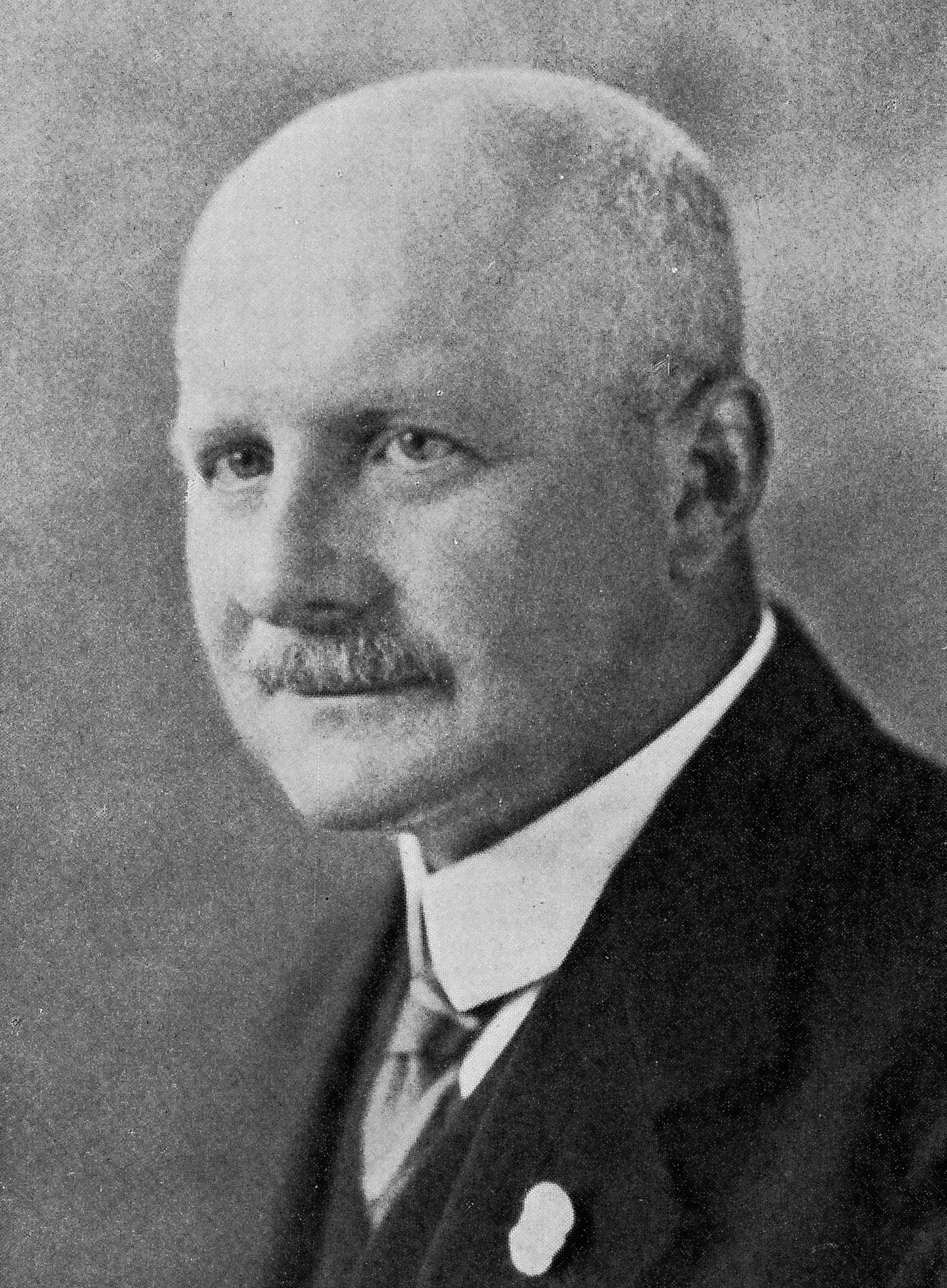
Heinrich Finkelstein

Heinrich Finkelstein (* 31. Juli 1865 in Leipzig; † 28. Januar 1942 in Santiago de Chile) war ein deutscher Kinderarzt und Pionier der Säuglingsheilkunde.

## Leben
Heinrich Finkelstein wurde am 31. Juli 1865 in Leipzig geboren. Sein Vater war dort Bankier und Vorsteher der jüdischen Gemeinde. Ab 1884 studierte er in München und Leipzig Naturwissenschaften, insbesondere Geologie, und promovierte zum Dr. phil. Erst danach begann er mit dem Studium der Medizin, das er 1897 mit der Promotion abschloss. Zum Fachgebiet wählte er die Kinderheilkunde. Sein Lehrer war Otto Heubner, dem er von Leipzig nach Berlin folgte, als dieser die erste Professur für Kinderheilkunde an der Charité erhielt. Noch als Heubners Assistent veröffentlichte Finkelstein zahlreiche wissenschaftliche Arbeiten, 1899 habilitierte er sich.
Von 1901 bis 1918 war Heinrich Finkelstein leitender Oberarzt des Berliner Kinderasyls in der Kürassierstraße und des Städtischen Waisenhauses, wo er medizinisches Können mit sozialem Engagement verband. 1918, nach dem Tod von Adolf Baginsky, dem bedeutenden Kinderarzt, bei dem auch Janusz Korczak praktiziert hatte, wurde er Ärztlicher Direktor des Kaiser- und Kaiserin-Friedrich-Kinderkrankenhauses im Berliner Arbeiterviertel Wedding.
Heinrich Finkelstein war an der Berliner Universität erst Privatdozent, dann Titularprofessor. Obwohl er auch international als Pädiater geachtet und geehrt war, hat er als Jude nie eine Ordentliche Professur bekommen.
Auf eine Familie, auf eigene Kinder hat Heinrich Finkelstein verzichtet, er lebte zurückgezogen und bescheiden zusammen mit seiner Schwester. Seine Liebe galt den Bergen. Wanderungen in den Alpen waren ihm zeitlebens eine Quelle der Kraft.
Die Machtübernahme der Nationalsozialisten und ihr antijüdischer Terror hatten auch für Heinrich Finkelstein schwerwiegende Folgen. Am 1. März 1933 trat er in den Ruhestand. 1935 verlor er seine Lehrberechtigung und alle Titel. 1936 wurde er als Gastprofessor nach Chicago eingeladen. Doch er kehrte bald nach Berlin zurück, weil er als alter Mann niemandem im Ausland zur Last fallen wollte.
Erst der Novemberpogrom von 1938 brachte ihn dazu, Deutschland endgültig zu verlassen. Heinrich Finkelstein emigrierte nach Chile. Er war zu alt und zu krank, um noch einmal von vorn beginnen zu können. Die Volksfrontregierung, in der Salvador Allende Gesundheitsminister war, setzte ihm eine Ehrenrente aus, die ihm nach dem Sturz dieser Regierung wieder entzogen wurde. Kollegen von der Universität in Santiago beschafften ihm eine Pro-forma-Anstellung als Krankenhausbote, die ihm das tägliche Brot sicherte, und zogen ihn bei schwierigen Fällen als Berater hinzu.
Am 28. Januar 1942 starb Heinrich Finkelstein in Santiago de Chile. Sein Grab wird bis heute von der dortigen Universität in Ehren gehalten.

## Leistungen

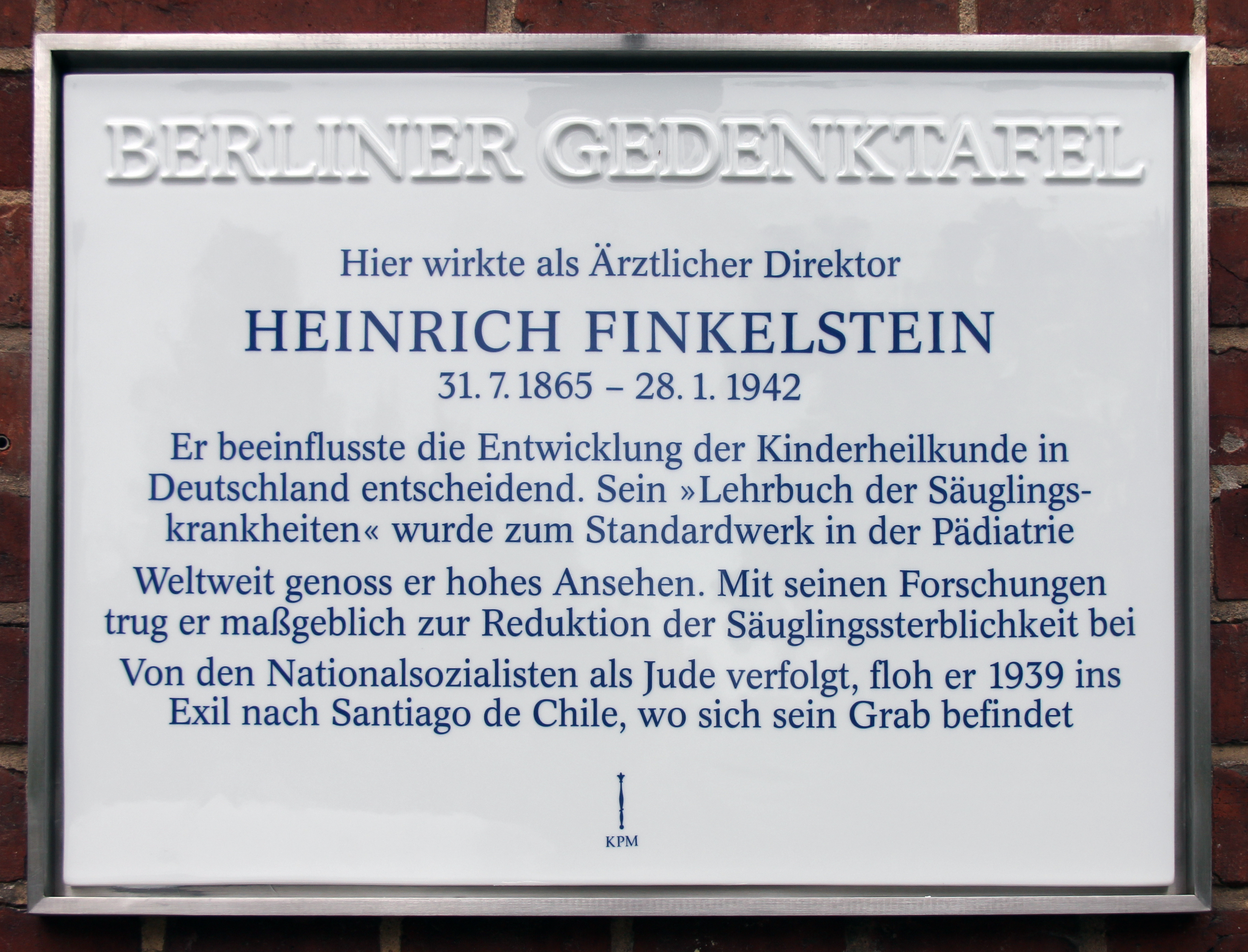
Berliner Gedenktafel am Haus, Reinickendorfer Straße 61, in Berlin-Wedding

Bereits sein Lehrer Otto Heubner schätzte Finkelstein als sorgfältigen Beobachter am Krankenbett, ausgezeichnet sowohl durch Gelehrsamkeit wie durch Geist.
Als Ärztlichem Direktor des Kaiser und Kaiserin Friedrich-Kinderkrankenhauses gelang es Heinrich Finkelstein bis 1925, die Säuglingssterblichkeit auf 4,3 % zu senken, ein Wert, der in ganz Deutschland erst Jahrzehnte später unterschritten wurde.
Eng verbunden mit der klinischen Praxis war seine wissenschaftliche Arbeit über Ernährungsstörungen, Hautkrankheiten und geburtsbedingte Schäden der Neugeborenen. Gemeinsam mit Ludwig F. Meyer entwickelte er als erste künstliche Säuglingsnahrung die Eiweißmilch. Zahlreichen Säuglingen, die unter Ernährungsstörungen litten, hat er damit das Leben gerettet.
Finkelsteins Hauptwerk ist ein Lehrbuch der Säuglingskrankheiten, das für Generationen von Kinderärzten in Europa und Lateinamerika, bis weit in die Nachkriegszeit hinein, zum Standardwerk wurde. Darin fasste er seine Erfahrung und seine Auffassung von einer ganzheitlichen Medizin so zusammen:

„Nur derjenige wird Säuglinge richtig beurteilen und mit Erfolg behandeln können, der sich gewöhnt, das kranke Kind und nicht den kranken Darm zum Gegenstand seiner Aufmerksamkeit zu machen.“

Als Arzt war er immer bestrebt, den Kindern Angst und Schmerzen zu ersparen; diagnostische Eingriffe seien nicht dazu da, die Neugierde des Arztes zu befriedigen.
Mit seinen Vorstellungen von einer umfassenden öffentlichen Säuglingsfürsorge war Finkelstein seiner Zeit weit voraus, vieles davon wurde erst Jahrzehnte später verwirklicht. Bereits 1905 forderte er u. a. die Ausdehnung der gesetzlichen Fürsorge für berufstätige Schwangere und Wöchnerinnen, die Einführung einer angemessenen Ruhezeit vor und nach der Entbindung, die Schaffung von Anstalten, die unterkunftslosen Mütter für längere Zeit das Zusammenleben mit ihren Kindern ermöglichen würden, die kostenlose Abgabe einer einwandfreien Säuglingsmilch an Arme sowie die Einrichtung von Säuglingsheimen und Säuglingshospitälern:

„Der Reichen Kinder leben, weil alle Bedingungen erfüllt werden, die Bürgschaft für ihr Gedeihen geben, der Armen Kinder sterben, weil in bitterer Not die Ernährung und Pflege versagt.“

Nach ihm ist die Finkelstein-Regel benannt.
Am 1. August 2016 wurde am Haus, Reinickendorfer Straße 61, in Berlin-Wedding, eine Berliner Gedenktafel enthüllt.

## Werke
- Der Laubenstein bei Hohen-Aschau. Ein Beitrag zur Kenntniss der Brachiopodenfacies des unteren alpinen Doggers. In: Neues Jahrbuch für Mineralogie, Geologie und Paläontologie. Beilageband 6, S. 37–104, 1888 (Dissertation, Universität München, 1888).
- Über einen Fall von congenitalem Sakraltumor bei einem siebenwöchigen Säugling. (med. Dissertation, Universität Leipzig, 1897).
- Über Mittelohrentzündungen bei Säuglingen. (Habilitationsschrift, Friedrich-Wilhelms-Universität Berlin, 1899).
- Die durch Geburtstraumen hervorgerufenen Krankheiten des Säuglings (= Berliner Klinik. Heft 168). Fischers Medizinische Buchhandlung, Berlin 1902.
- Mit Louis Ballin: Die Waisensäuglinge Berlins und ihre Verpflegung im Städtischen Kinderasyl. Ein Beitrag zu Fragen der Anstaltsbehandlung von Säuglingen. Urban & Schwarzenberg, Berlin/Wien 1904 (Digitalisat).
- Lehrbuch der Säuglingskrankheiten. 2 Teile. Fischer’s Medicinische Buchhandlung H. Kornfeld, Berlin 1905/1908/1912.
  - 2., vollständig umgearbeitete Auflage: Springer, Berlin 1921.
  - 3., vollständig umgearbeitete Auflage: Springer, Berlin 1924.
  - 4., vollständig umgearbeitete Auflage: Säuglingskrankheiten. Elsevier, Amsterdam 1938.
  - Spanische Übersetzung: Tratado de las enfermedades del niño de pecho. Übersetzung der 3. deutschen Auflage. Ed. Labor, Madrid/Buenos Aires 1929; 2. Auflage (Übersetzung der 3. deutschen Auflage). Ed. Labor, Barcelona 1932; Tratado de las enfermedades del lactante. 3. Auflage (Übersetzung der 4. deutschen Auflage). Ed. Labor, Barcelona/Madrid/Buenos Aires/Rio de Janeiro 1941.
- Mit Ludwig F. Meyer: Über Eiweißmilch. Ein Beitrag zum Problem der künstlichen Ernährung. In: Jahrbuch für Kinderheilkunde und physische Erziehung. Bd. 71 (1910), Heft 5, S. 525 ff., und Heft 6, S. 683 ff.
- Hrsg. mit Eugen Emanuel Galewsky, Ludwig Halberstaedter: Hautkrankheiten und Syphilis im Säuglings- und Kindesalter. Ein Atlas. J. Springer, Berlin 1922.
- Mit Ferdinand Rohr: Die Behandlung der tuberkulösen Bauchfellerkrankungen im Kindesalter (= Sammlung zwangloser Abhandlungen aus dem Gebiete der Verdauungs- und Stoffwechselkrankheiten. Band 8,1). Marhold, Halle a. S. 1922/23.
- Der gesunde Säugling. Safari Verlag, Berlin o. J. [1937].